# Dendrochernes
Dendrochernes es un género de arácnido  del orden Pseudoscorpionida de la familia Chernetidae.

## Especies
Las especies de este género son:
- Dendrochernes crassus Hoff, 1956
- Dendrochernes cyrneus (L. Koch, 1873)
  - Dendrochernes cyrneus cyrneus
  - Dendrochernes cyrneus minor
- Dendrochernes instabilis (J.C. Chamberlin, 1934)
- Dendrochernes mormosus (Banks, 1895)
- Dendrochernes morosus (Banks, 1895)